# Reacció de transposició
Les reaccions de transposició o reaccions de rearranjament formen una classe de reaccions químiques orgàniques en les quals l'esquelet de carboni d'una molècula pateix un rearranjament per donar un isòmer de constitució. La major part del temps, una reacció de transposició permet desplaçar un substituent d'un àtom a un altre àtom de la mateixa molècula. Per exemple en la imatge de sota, el substituent R es desplaça des d'un àtom de carboni a l'àtom de carboni veí:

## Transposició polar
Les transposicion polars són provocades per l'existència d'un excés o d'un dèficit d'electrons sobre un àtom.
En la majoria dels casos és per un dèficit d'electons sobre un àtom de carboni.
- Rearranjament de Wagner-Meerwein
- Rearranjament de Tiffeneau-Demjanov
- Transposició benzílica
- Rearranjament de Favorskii

El rearranjament de Baeyer-Villiger és deu a un dèficit d'electrons en l'àtom d'oxigen.
El rearranjament de Beckmann és deu a un dèficit d'electrons sobre un àtom de nitrogen.

## Rearranjaments sigmatròpics
Aquestes transposicions estan lligades a les reaccions pericícliques, regides per les interaccions entre orbitals fronterers, Es tracta d'una reacció concertada regida per la simetria dels orbitals.
Els rearranjaments de Claisen, Cope, Oxi-Cope i el rearranjament sigmatròpics 1,3 en formen part.